# 比弗 (愛荷華州)
比弗（英語：Beaver）是一個位於美國愛荷華州布恩縣的城市。

## 地理
比弗的座標為42°02′16″N 94°08′28″W / 42.03778°N 94.14111°W，而該地的平均海拔高度為312米（即1024英尺）。

## 人口
根據2010年美國人口普查的數據，比弗的面積為0.65平方千米，當中陸地面積為0.65平方千米，而水域面積為0.00平方千米。當地共有人口48人，而人口密度為每平方千米73人。